# Helix (album)
Helix – piąty album studyjny zespołu muzycznego Amaranthe. Wydawnictwo ukazało się 19 października 2018 roku nakładem wytwórni muzycznej Spinefarm Records. Jest to pierwszy album z nowym wokalistą Nilsem Molinem, który zastąpił Jake'a E. Berg'a.
Płyta była promowana teledyskami do utworów "365" i "Countdown".

## Lista utworów
Opracowano na podstawie materiału źródłowego.
| Nr  | Tytuł utworu            | Autorzy                               | Długość |
| --- | ----------------------- | ------------------------------------- | ------- |
| 1.  | „The Score”             | Olof Mörck, Elize Ryd                 | 3:41    |
| 2.  | „365”                   | Olof Mörck, Elize Ryd                 | 3:28    |
| 3.  | „Inferno”               | Olof Mörck, Elize Ryd                 | 3:13    |
| 4.  | „Countdown”             | Olof Mörck, Elize Ryd                 | 3:01    |
| 5.  | „Helix”                 | Olof Mörck, Elize Ryd                 | 3:35    |
| 6.  | „Dream”                 | Olof Mörck, Elize Ryd                 | 3:39    |
| 7.  | „GG6”                   | Olof Mörck, Elize Ryd, Henrik Englund | 3:10    |
| 8.  | „Breakthrough Starshot” | Olof Mörck, Elize Ryd                 | 3:12    |
| 9.  | „My Haven”              | Olof Mörck, Elize Ryd, Henrik Englund | 3:43    |
| 10. | „Iconic”                | Olof Mörck, Elize Ryd                 | 3:12    |
| 11. | „Unified”               | Olof Mörck, Elize Ryd                 | 3:59    |
| 12. | „Momentum”              | Olof Mörck, Elize Ryd                 | 3:22    |
|     |                         |                                       | 41:15   |